# Montlaur, Aude

Montlaur este o comună în departamentul Aude din sudul Franței. În 1 ianuarie 2018 avea o populație de 561 de locuitori.